# 다이리튬 (스타 트렉)

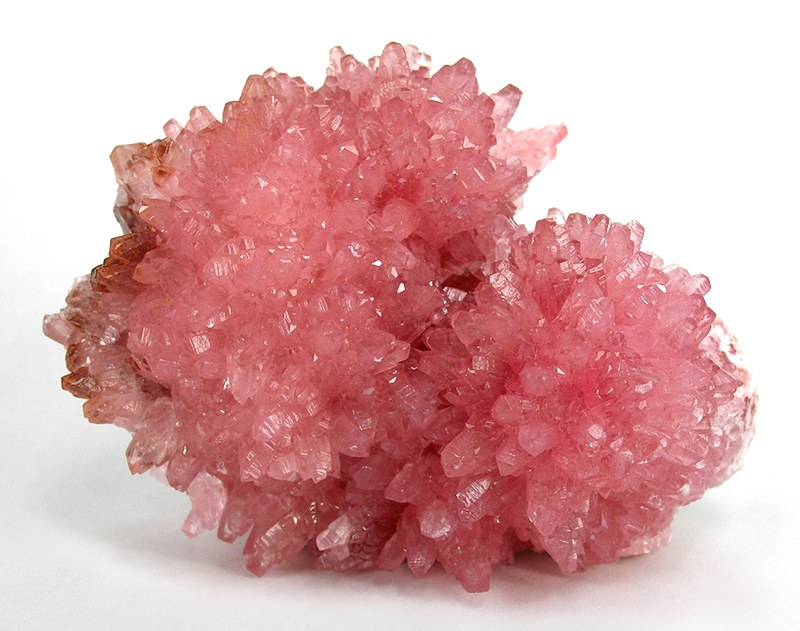

다이리튬(영어: Dilithium)은 가공의 물질의 하나로, 스타 트렉에서 주요 부분을 차지하는 주인공 원소로 원자번호 119, 원자기호 Dt, 원자량은 가장 안정한 동위 원소가 315g/mol이다. 지구에서는 '우누넨늄(Ununennium)'과 같은 말이다.
이 원소는 2049년 인류가 주피터 V에서 발견하였다. 페이저에 의해 연소되면 강력한 폭발력을 가지게 되어 무기로도 사용한다. 주로 이 원소는 결정 상태로 있으며 채광하여 워프 코어의 원소로 사용한다. 워프 코어는 이 원소와 반물질이 반응하여 초광속의 속도를 얻는 데 필요한 것으로 이 원소가 없으면 워프 항법을 사용할 수가 없다. 실제의 다이리튬과는 직접적인 관련이 없다.